# Johannes Wolf (teologo)
Johannes Wolf (Zurigo, 25 ottobre 1521 – Zurigo, 17 novembre 1572) è stato un teologo, biblista e pastore protestante svizzero.
Collaborò con Heinrich Bullinger e Rudolf Gwalther.